# المأمونية
المأمونية مدرسة قديم في بغداد، كانت في أول عهدها تقع في منطقة الميدان عند باب المعظم جوار مبنى وزارة الدفاع. وأسست في عشرينيات القرن العشرين مع تأسيس حكومة العراق الوطنية، وخصص لها أفاضل المدرسين العراقين. ودرس فيها العديد من أكابر وقادة العراق، ومنهم الملك غازي، والملك فيصل الثاني، وعبد الكريم قاسم.
وفي عام 1957، قررت الحكومة العراقية آنذاك، هدم بناية المدرسة المأمونية التراثية ونقلها إلى بناية حديثة تقع في منطقة الوزيرية، حيث سكن علية القوم وموقع سفارات الدول المختلفة، وفي عام 1958|1958، وفي شهر أيار/مايو من ذلك العام، زارها الملك فيصل الثاني، وخاله عبد الإله حيث نظمت أحتفالية رائعة لهما وكانت آخر الأيام الجميلة (لتاريخ الملكية في العراق)، حيث أغتيل الملك فيصل الثاني وخاله على يد أحد رجالات الزعيم عبد الكريم قاسم، وعبد السلام عارف، وبعدها بفترة قصيرة خلال أحداث ثورة 14 تموز.